# Österbyn
Österbyn är en bebyggelseenhet i tätorten Ölmanäs i Ölmevalla socken i Kungsbacka kommun med cirka 100 invånare. Fram till och med 2000 klassades området som en småort, för att 2005 ha växt samman med tätorten Ölmanäs.
Österbyn ligger vid Kungsbackafjorden på halvön Ölmanäs och 2 kilometer norr om Åsa.